# Пасатьємпо (Каліфорнія)
Пасатьємпо (англ. Pasatiempo) — переписна місцевість (CDP) в США, в окрузі Санта-Крус штату Каліфорнія. Населення — 1093 особи (2020).

## Географія
Пасатьємпо розташоване за координатами 37°0′12″ пн. ш. 122°1′35″ зх. д. / 37.00333° пн. ш. 122.02639° зх. д. (37.003433, -122.026515).  За даними Бюро перепису населення США в 2010 році переписна місцевість мала площу 2,29 км², уся площа — суходіл.

## Демографія
Згідно з переписом 2010 року, у переписній місцевості мешкала 1041 особа в 423 домогосподарствах у складі 325 родин. Густота населення становила 455 осіб/км².  Було 449 помешкань (196/км²).
Расовий склад населення:
| - 88,9 % — білих - 3,3 % — азіатів - 0,6 % — корінних американців - 0,5 % — чорних або афроамериканців - 0,1 % — вихідців з тихоокеанських островів - 2,1 % — осіб інших рас |

До двох чи більше рас належало 4,6 %. Частка іспаномовних становила 8,2 % від усіх жителів.
За віковим діапазоном населення розподілялося таким чином: 16,3 % — особи молодші 18 років, 56,6 % — особи у віці 18—64 років, 27,1 % — особи у віці 65 років та старші. Медіана віку мешканця становила 53,7 року. На 100 осіб жіночої статі у переписній місцевості припадало 102,9 чоловіків;  на 100 жінок у віці від 18 років та старших — 103,5 чоловіків також старших 18 років.
Середній дохід на одне домашнє господарство  становив 194 384 долари США (медіана — 153 333), а середній дохід на одну сім'ю — 173 362 долари (медіана — 165 000). 
Цивільне працевлаштоване населення становило 458 осіб. Основні галузі зайнятості: науковці, спеціалісти, менеджери — 41,7 %, публічна адміністрація — 15,1 %, фінанси, страхування та нерухомість — 9,8 %, мистецтво, розваги та відпочинок — 9,0 %.